# Daltonia gemmipara
Daltonia gemmipara là một loài rêu trong họ Daltoniaceae. Loài này được Dixon mô tả khoa học đầu tiên năm 1937.